# Chris McKay (Regisseur)

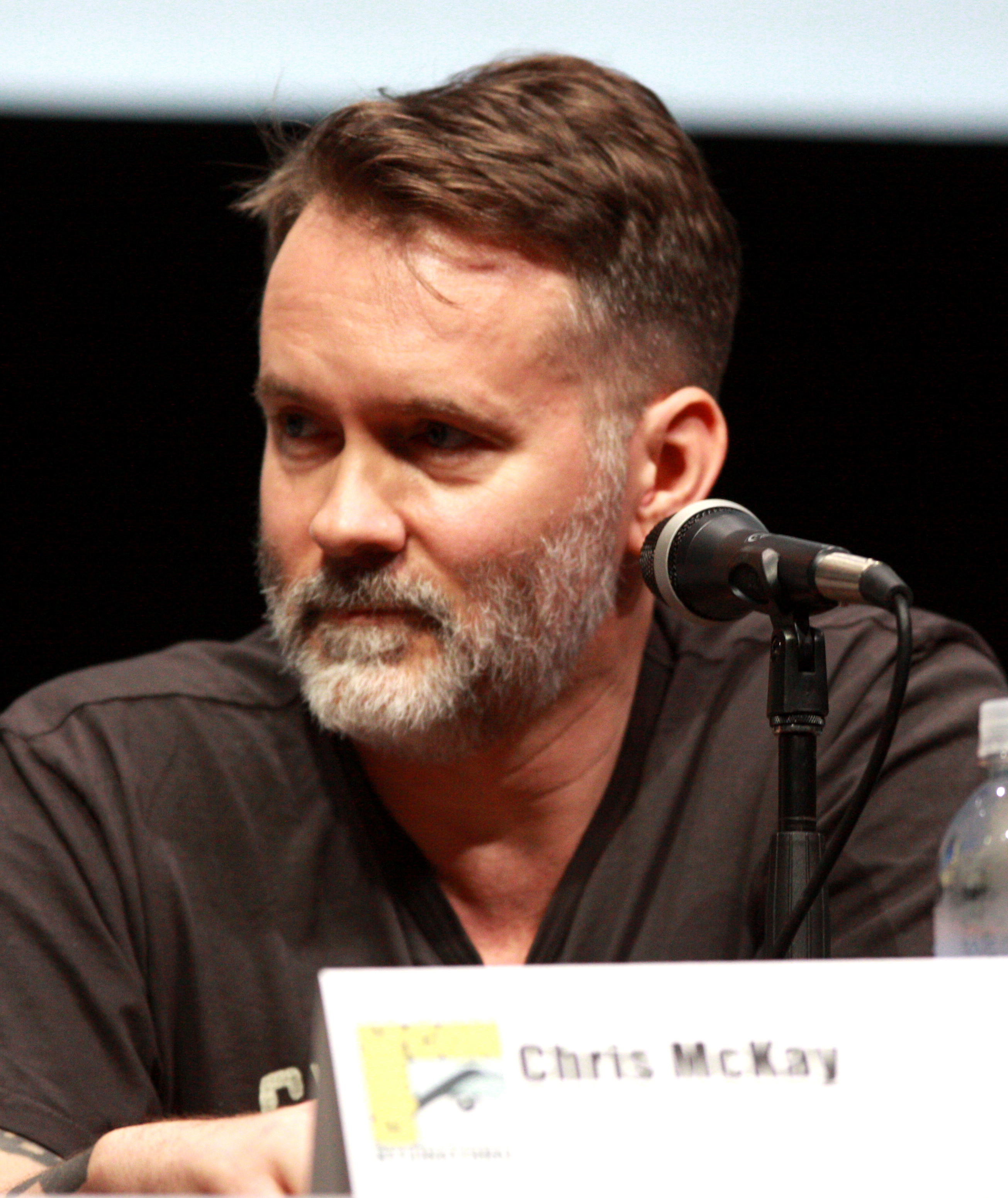
Chris McKay, 2013 in San Diego

Christopher „Chris“ McKay, auch bekannt als Chris Taylor (* 11. November 1973 in Winter Park, Florida), ist ein US-amerikanischer Animator, Autor, Film- und Fernsehregisseur, Redakteur, Fernsehautor, Fernsehproduzent, Künstler für visuelle Effekte. Er ist vor allem für die Regie und den Schnitt von drei Staffeln von Robot Chicken und zwei Staffeln von Moral Orel bekannt. Mit The LEGO Batman Movie (2017) gab er sein Regiedebüt. Er führte Regie beim Film The Tomorrow War (2021) und ist an der Regie von Renfield (2023) beteiligt.
2014 veröffentlichte er das Sachbuch How Star Wars Conquered the Universe: The Past, Present, and Future of a Multibillion Dollar Franchise über die Geschichte und Zukunft des Star-Wars-Franchise.